# Слобода (Бабаєвський район, Борисовське сільське поселення)
Слобода — присілок в Бабаєвському районі Вологодської області Росії.
Входить до складу Борисовського сільського поселення (з 1 січня 2006 року по 13 квітня 2009 року входила в Афанасовське сільське поселення).
Відстань автодорогою до районного центру Бабаєво — 53 км, до центру муніципального утворення села Борисово-Судське по прямій — 16 км. Найближчі населені пункти — с. Афанасово, с. Нестерово, с. Овсянніково. Станом на 2002 рік проживало 21 чоловік.